# بلاك اسكتلندي
البلاك الاسكتلندي كانت عملة متداولة قديمًا في إسكتلندا قبل معاهدة الاتحاد التي أبرمت عام ١٧٠٧ بين مملكة اسكتلندا ومملكة إنجلترا، والتي أدت إلى تأسيس مملكة بريطانيا العظمى. كان البلاك الاسكتلندي الواحد يساوي 4 بنسات اسكتلندية، وبحلول عام 1707 أصبح يُعادل ثلث بيني اسكتلندي.

## التاريخ
بدأ سكّ عملات البلاك الاسكتلندي الذي تساوي قيمته 4 بنسات اسكتلندية، ونصف البلاك الاسكتلندي الذي تساوي قيمته بنسين اسكتلنديين في عهد الملك جيمس الثالث ملك اسكتلندا في إدنبرة. كانت هذه العملات قبل عام ١٤٧٣ تُصنع من سبيكة معندنية تُعرف بالبيلون، وهي سبيكة تحتوي على نسبة منخفضة من الفضة، وقد اشتق اسم العملة من كلمة فلمنكية تعني القرص المعدني. أصدر الملك جيمس الرابع، والذي حكم اسكتلندا خلال الفترة من عام ١٤٨٨ إلى ١٥١٣، نوعين من عملات البلاك الاسكتلندية من فئة أربعة بنسات، وكلاهما سكّ من سبيكة البيلون. كان الإصدار الأول يحمل على أحد وجهيه أحرفًا لومباردية من العصور الوسطى، بينما استخدم الإصدار الثاني الأحرف الرومانية الكبيرة. كما كانت هناك عملات من فئة نصف بلاك اسكتلندي، وكانت قيمتها تُعادل بنسين اسكتلنديين، غير أن هذه العملات أصبحت نادرة نسبيًا الآن.
اختلفت عملات البلاك الاسكتلندية التي صدرت خلال فترة حكم الملك جيمس الخامس قليلاً في تصميمها عن تلك التي صدرت في عهد والده، والتي كانت تُعرف أحيانًا باسم عملات الملكة، نسبةً إلى والدته الملكة مارغريت تيودور. ولم تُسك أي عملات من فئة نصف البلاك الاسكتلندي في عهد الملك جيمس الخامس.

### تخفيض القيمة
انتشر تزييف العملات المعدنية النحاسية وغيرها من العملات المعدنية في اسكتلندا على نطاق واسع، وفي مايو (أيار) 1567، حظر المجلس الخاص للملكة ماري، ملكة اسكتلندا، تداول العملات المزورة، وقضى بمحاكمة متداوليها بتهمة الخيانة، كما اقترحت مادة نظر فيها برلمان اسكتلندا في ديسمبر (كانون الأول) 1567 تخفيض قيمة العملات المعدنية غير السنتية، وعملات البوبي الاسكتلندية، والبلاك الاسكتلندي، والهاردهيد الاسكتلندي (الليون الاسكتلندي)، بسبب انتشار العملات المزيفة أو المزورة. وفي مارس (أذار) 1574، أصدر جيمس دوغلاس حاكم مورتون إعلانًا بإلغاء أو تخفيض قيمة العملات المعدنية غير الرسمية من فئة البنسين (البلاك الاسكتلندي والليون الاستلندي) المسكوكة في عهد الملكة ماري زوجة الملك جيمس الخامس ملك إسكتلندا. استُبدلت هذه العُملات بالبيني الاسكتلندي، ولتُصبح هذ القطع المعدنية من فئة البلاك الاسكتلندي والليون الاسكتلندي سارية، كان من المقرر إعادتها إلى دار السك، وإذا ثبتت قانونيتها، كانت تُوسم بقلب ونجمة دوغلاس، وتُعاد إلى مالكها. تُوجد هذه العملات المعدنية المُعَدَّلة بكثرة اليوم. كان الصائغ جيمس غراي مسؤولاً عن وضع تلك الأختام والوسوم. كان الهدف من هذا الإجراء هو مواجهة الأسعار الباهظة والعدد الكبير من العملات المزيفة المتداولة على نطاق واسع. ويُقال إن إصلاح مورتون للعملات المعدنية الأساسية قد زاد من معاناة للفقراء في اسكتلندا. قارن أحد كُتّاب السجلات التاريخية الزخارف التي نُقشت على العملات المُعَدَّلة (علامة القلب) بشعارات النبالة التي كانت منقوشة على كل من بوابة مورتون وبوابة بورتكوليس في قلعة إدنبرة، وتوصل إلى إن العمال الذين عملوا في إعادة بناء القلعة بعد الحرب الأهلية الماريانية قد تلقوا أجورهم بالعملة الأساسية.

### عملات جيمس السادس
في عام 1588، استُخدمت كلمة «بلاك» أيضًا لوصف عملات معدنية بقيمة بنس واحد أو بنسين، حيث وُضعت نقطتان بجانب أسد اسكتلندا على أوجه هذه العملات. تُعرف هذه العملات المعدنية من فئة البنسين اليوم باسم الليون الاسكتلندي أو الهاردهيد الاسكتلندي. وقد صُنعت بعض العملات المزيفة المعاصرة التي تُشبه تلك العُملات من قطع نحاسية مطلية بالقصدير، لكي تبدو وكأنها عملة بيلونية قديمة. سمح برلمان اسكتلندا في يوليو (تموز) 1593 بسك عملة بلاك معدنية من فئة الأربعة بينيات اسكتلندية، وقد نُقش على وجهها الأمامي صولجانين متقاطعين وشوكة. عُرفت هذه العملة المعدنية باسم بلاك سالتير، وكانت آخر عملة معدنية تُسك من سبيكة البيلون في اسكتلندا.